# グレネルグ (火星)
グレネルグ (Glenelg) は、ゲール・クレーター内のマーズ・サイエンス・ラボラトリーの着陸地点付近にある火星の地点である。3つの異なった自然の地形の交点となる場所である。
キュリオシティは、グレネルグに達するために、東南東の方角に400m移動した。3つの地形のうちの1つは、層状の基盤岩であり、最初の掘削の対象となった。

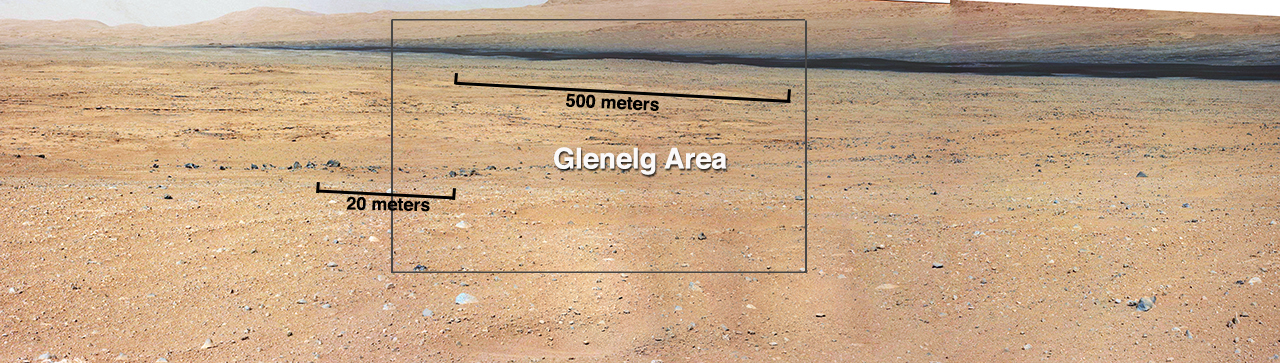
キュリオシティが写したグレネルグ地域